# Lycée Andohalo
Le lycée Andohalo est un établissement d'enseignement secondaire public situé à Madagascar dans la capitale du pays, à Antananarivo. 
Il a été construit en 1908, sous la direction de l'architecte et homme politique malgache Razafy-Andriamihaingo pendant la colonisation française (1895-1960), dans un quartier royal appelé autrefois Andohamasina (Tête sacrée). En ces temps-là, il était le seul établissement public à travers tout Madagascar.
C'est dans son amphithéâtre que la Première République a été proclamée, le 14 octobre 1958 et c'est encore là qu'a été joué  pour la première fois en public, l'hymne national malgache, Ry Tanindrazanay malala ô. Sa salle de spectacle a été le siège de la première Assemblée constituante.

## Histoire
Le lycée est haut-perché dans la haute ville, dans le quartier d'Andohalo, à plus de 1 431 m d'altitude, centre de la vie politique, tout près du palais de la Reine, le Rova, et du palais du premier ministre. 
Il a été érigé devant le jardin Andohalo qui appartenait à une princesse malgache et ce n'est autre que le premier consul de France et aventurier Jean Laborde qui l'avait aménagé. D'ailleurs, non loin se trouvent sa maison qui appartient officiellement à l'État français,  les bâtiments de l'état-major, et la cathédrale de l'Immaculée-Conception d'Antananarivo datant de 1873.
Sa situation et les évènements qui y sont liés font de ce lycée un lieu historique. 
En effet, Andohamasina était le lieu de consécration des rois. Ici même eut lieu le couronnement des souverains Merina comme Andrianampoinimerina puis son fils Radama Ier et enfin Ranavalona III. 
C'est dans le quartier d'Andohalo que se déroulaient de grandes manifestations publiques. Son aménagement a été entrepris par plusieurs souverains et parachevé par le roi Andriamasinavalona, qui a également érigé, en 1675, la pierre sacrée « Vatomasina », au Nord-Est. Depuis Andrianampoinimerina, la place d'Andohalo comme Mahamasina furent les lieux qui ont accueilli le couronnement des souverains Merina, conformément aux rites ancestraux et les kabary royaux solennellement adressés au peuple. 
C'est sur cette place, qu'Andrianampoinimerina fit connaître le jeune prince Radama à ses sujets. Et c'est au même endroit, un an après la disparition de son père, que Radama fut intronisé roi de Madagascar. 
Ranavalona Ire fut également intronisée à son tour à Andohalo le 12 août 1829. C'est toujours sur cette place qu'elle s'adressa à ses sujets, après le bombardement de Toamasina par les forces franco-britanniques, pour dire sa détermination : 

« Ne croyez surtout pas que je suis faible parce que je suis une femme. Non ! Andrianampoinimerina et Radama, en me léguant leur royaume, m'ont aussi légué leur courage. Malheur à ceux qui auront à l'éprouver ! »

Radama II préféra Mahamasina pour son couronnement mais le parc Andohalo (actuel terrain de sport du lycée) fut son lieu de prédilection avec ses amis les « Mena Maso » (ceux qui ont les yeux rouges). Ranavalona II a aussi été couronnée à Andohalo le 3 septembre 1868. Près de 100 000 personnes, dont 20 000 à 25 000 soldats et officiers de haut rang, y assistèrent. 
Ranavalona III, qui accéda au trône à 22 ans, se fit aussi couronner à Andohalo, avant de se rendre à Mahamasina pour y prononcer son discours d'intronisation. 

Quand les Français se faisaient de plus en plus menaçants aux portes d'Antananarivo, Ranavalona III choisit Andohalo pour s'adresser à ses sujets: 

« Dieu, comme vous le savez, ô ! mon peuple, a partagé la terre entre les diverses nations, et ce pays-ci, il l'a donné à mes ancêtres, qui me l'ont légué en héritage ce sont mes ancêtres et les vôtres qui en ont formé un royaume dont maintenant les Français veulent s'emparer. Je ne suis qu'une femme, mais si quelqu'un veut prendre mon pays, je le défendrai avec vous, car nous ne laisserons pas prendre ce que Dieu nous a donné, nous ne laisserons pas détruire l'œuvre de nos ancêtres. »

Les troupes françaises étaient en garnison à Andohalo, quelques mois plus tard.

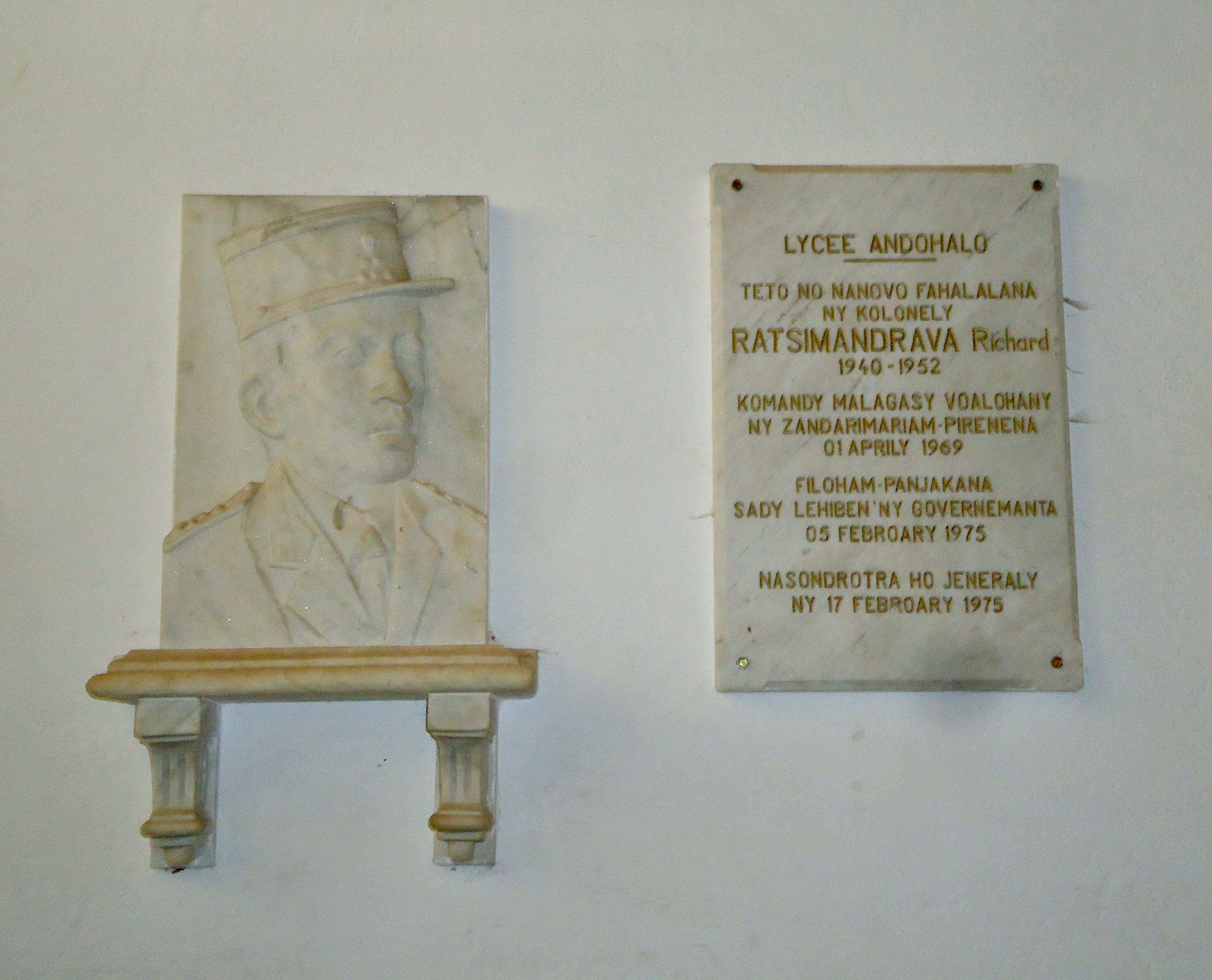
Buste du président Richard Ratsimandrava dans l'amphithéâtre.

À part ces faits historiques, le lycée Gallieni d'Andohalo fut également le berceau d'illustres personnalités, de scientifiques et universitaires nationaux, ainsi que des personnalités de premier plan du monde économique, journalistique, non seulement nationaux mais également étrangers (de l'époque coloniale) y ont puisé leurs savoirs. Nous pouvons citer le sénateur français Richard Yung, le directeur général du groupe HEC Paris, Bernard Ramanantsoa, le colonel Richard Ratsimandrava, qui était aussi le troisième président de Madagascar, le ministre des Affaires étrangères Marcel Ranjeva et son frère le juriste Raymond Ranjeva  et membre du Curatorium de l'Académie de droit international de La Haye. Les artistes contemporains malgaches Erick Manana, Solo Andrianasolo et Kelly Rajerison.

## Différents noms
L'établissement s'appelait autrefois collège de garçons de Tananarive, c’était au départ une grande maison construite dans la cour, en face du jardin d'Andohalo appartenant à une princesse malgache. Il était réservé uniquement aux enfants des citoyens français qu'ils soient d'origine malgache ou métropolitaine et seuls les garçons le fréquentaient, les filles, quant à elles, allaient au lycée Jules Ferry à Faravohitra.
Aujourd'hui en 2016, cette maison n'existe plus, on a érigé à la place un terrain de basket-ball.
Un principal nommé M. Moguez et quelques professeurs composaient le personnel et à la première rentrée le 16 janvier 1908, il n'y avait que très peu d'élèves mais au fil des années, le nombre n'a cessé d'augmenter : 
- 1908 : 7
- 1911 : 100
- 1917 : 200
- 1920 : 300
- 1923 : 400
- 2016 : 2090
- 2020 : 2050

À la fin des études secondaires, les élèves passaient « le brevet de capacité coloniale ».
Maintes fois, il a changé de nom : 
- De 1918 à 1924 : lycée Condorcet, avec un effectif de 250 élèves.
- De 1924 à 1979 : lycée Gallieni en l'honneur du général du même nom qui avait été envoyé en 1896 par la France pour coloniser Madagascar. Il y avait fait de grands travaux (chemin de fer, Institut Pasteur, écoles). Selon lui, l'action militaire devait être accompagnée d'une aide aux peuples colonisés dans différents domaines tels que l'administration, l'économie et l'enseignement.

Entretemps, on l'a appelé le lycée Comorien, le Bahut mais en 1979, par arrêté en date du 11 mai, le lycée fut baptisé lycée Andohalo prenant le nom du quartier où il est implanté. Le square de la place d'Andohalo, qui est aussi le terrain de sport du lycée a été restauré en 2009 par la Mairie de Paris. 
Et pour la première fois en mars 2010, les festivités de l'Alahamady be, le Nouvel An malgache, ont eu lieu sur la place d'Andohalo.
Malgré tous ces changements, c'est le nom Gallieni qui perdure dans l'esprit des gens car c'est lors de cette époque qu'ont eu lieu de grands travaux d'agrandissements:
- Au sous-sol : installation des cuisines, réfectoire, magasins, buanderie et douches.
- Au rez-de-chaussée : deux ailes de chaque côté du grand bâtiment.
- Au premier étage : salle de proviseur-adjoint et dortoirs.
- Au deuxième étage : bibliothèque, lingerie, laboratoire de sciences naturelles et une maison pour le surveillant général.

En 1950, construction d’un grand bâtiment de 5 étages avec un amphithéâtre au rez-de-chaussée, un réfectoire et des dortoirs.

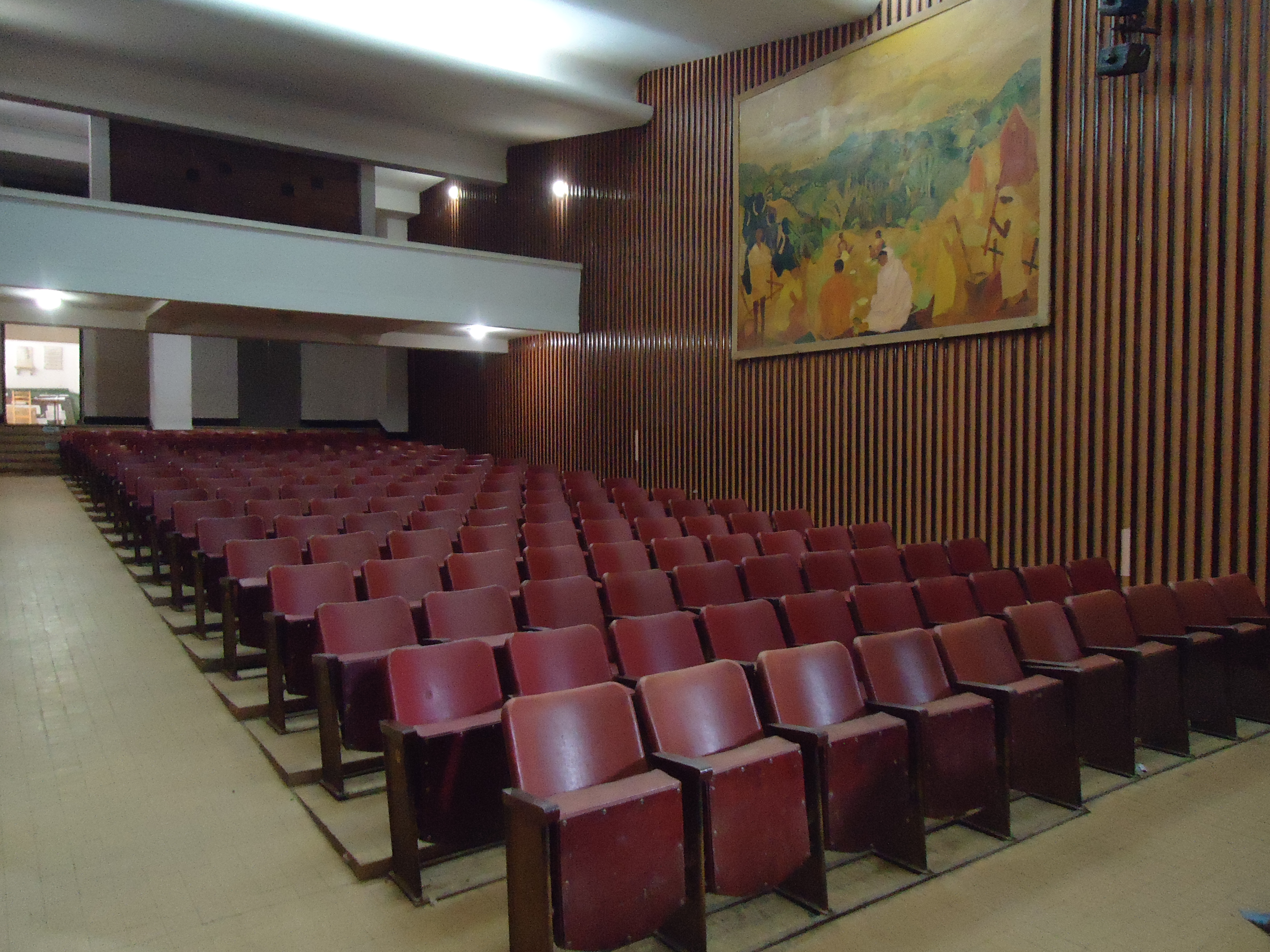
Amphithéâtre
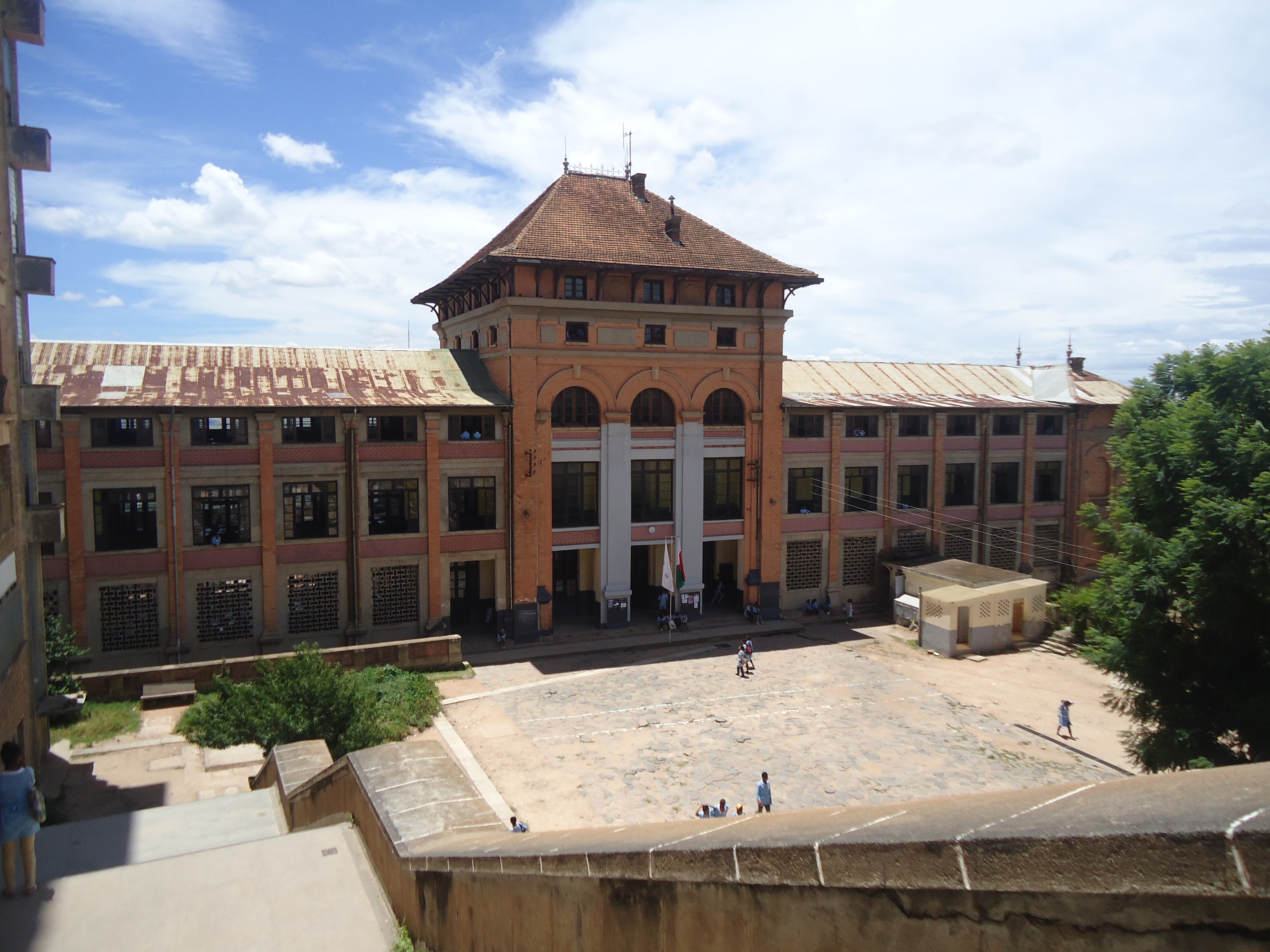
Grand bâtiment
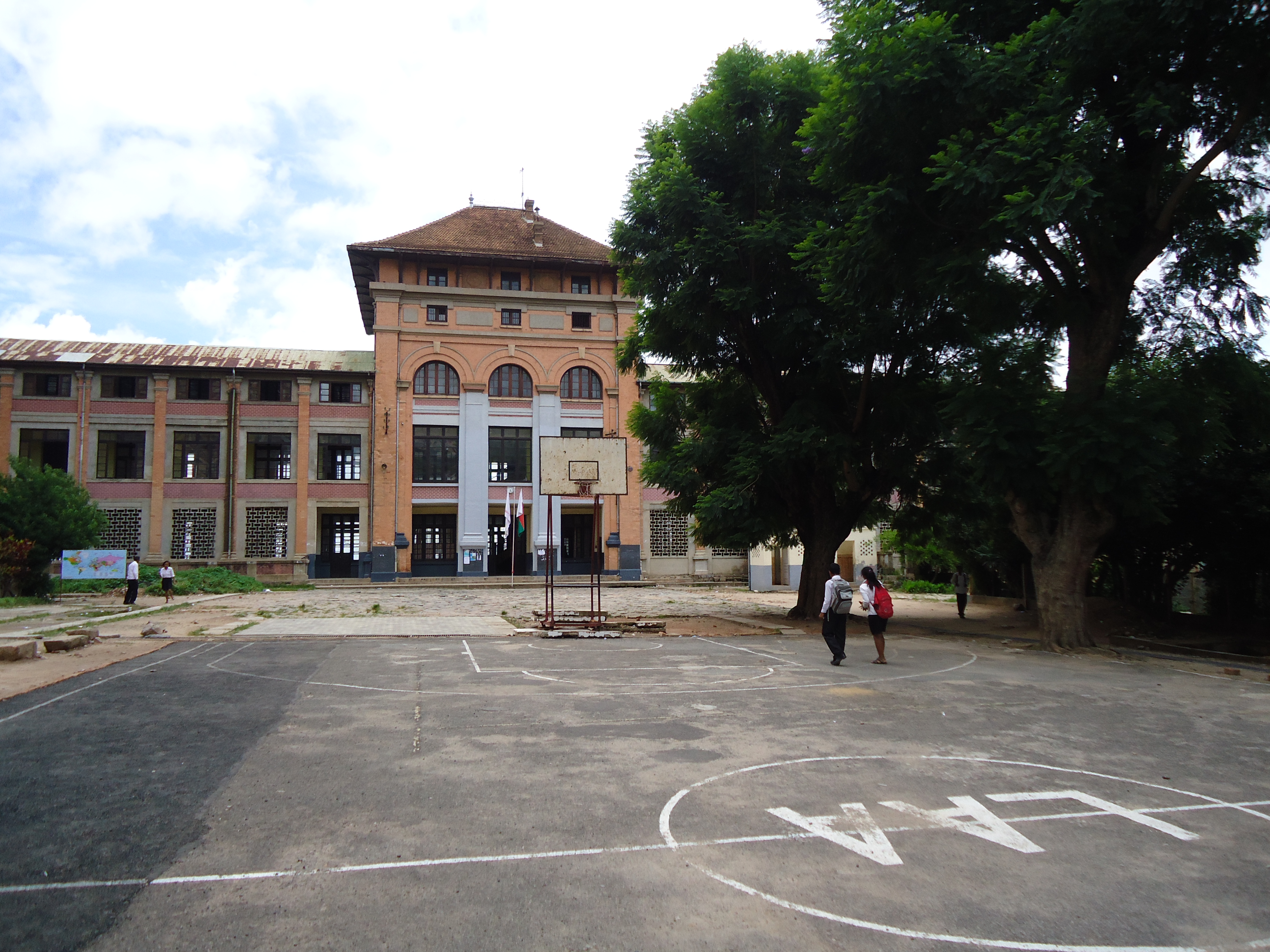
Terrain de sport
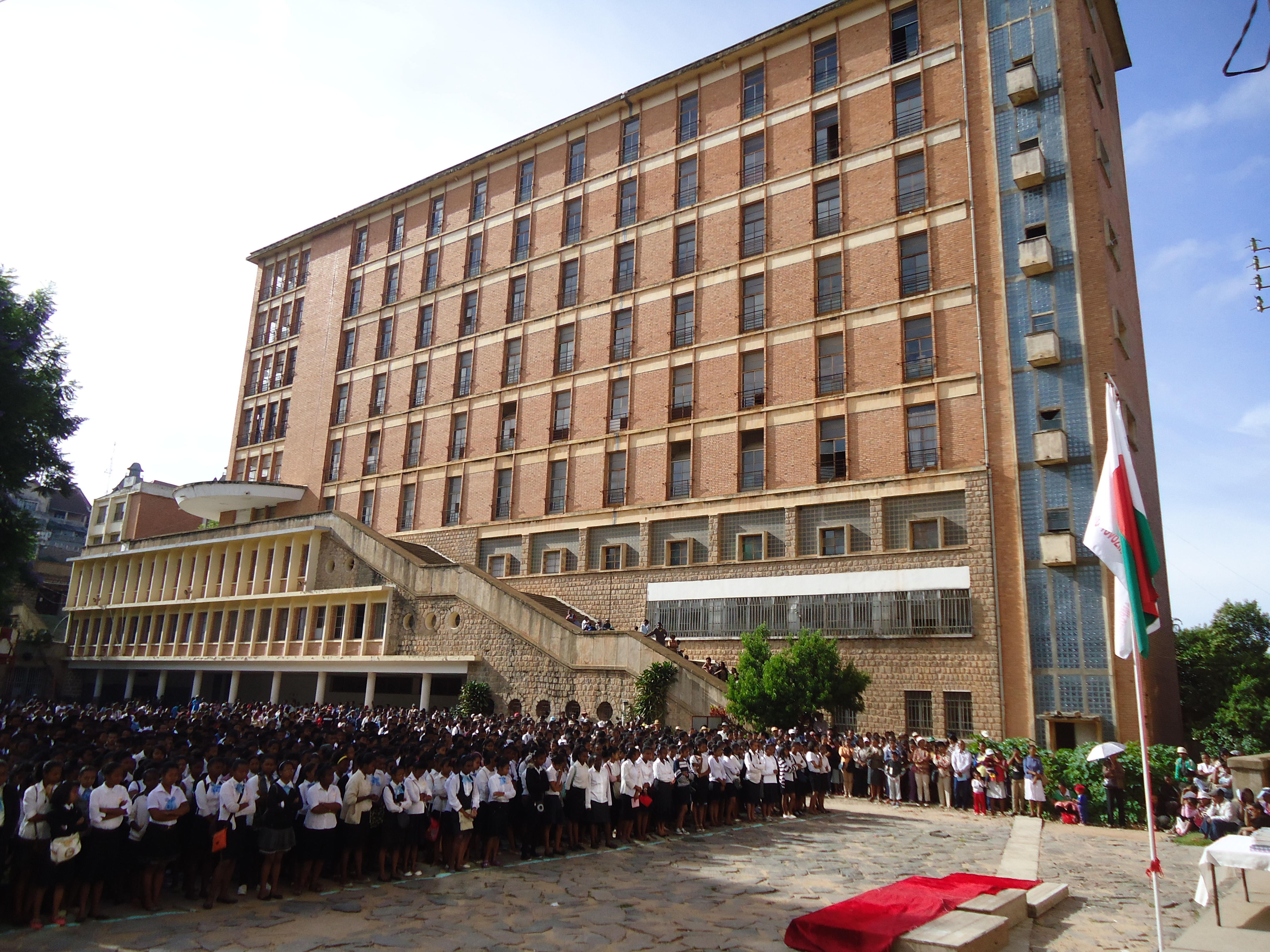
Bâtiment de 1950

## Différentes coopérations

### PASCH
PASCH est l'initiative « Les écoles, partenaires de l'avenir », un réseau mondial de quelque 1 800 écoles dans lesquelles l'allemand revêt une importance particulière. PASCH est une initiative du ministère fédéral des Affaires étrangères en coopération avec l'Office central pour l'enseignement allemand à l'étranger (ZfA), le Goethe-Institut (GI), l'Office allemand d'échanges universitaires (DAAD) et le Service d'échange pédagogique de la Conférence permanente des ministres de l'Éducation et des Affaires culturelles des Länder en République fédérale d'Allemagne (PAD).
Lancée en février 2008, « Les écoles, partenaires de l’avenir » (PASCH) est une initiative du ministère fédéral des Affaires étrangères. Cette initiative renforce les liens au sein d’un réseau mondial de quelque 1 500 écoles partenaires avec un attachement renforcé à l’Allemagne. L’objectif consiste à éveiller et pérenniser l’intérêt et l’enthousiasme des jeunes pour l’Allemagne moderne et la langue allemande, notamment dans les régions prioritaires de l’Asie, du Proche et Moyen-Orient et de l’Europe centrale et orientale.
PASCH est reliée à d’autres initiatives de la politique culturelle et éducative à l’étranger comme le service volontaire « kulturweit », l’initiative de politique scientifique extérieure et l’initiative « L’allemand, langue des idées ».
Pasch collabore avec le lycée Andohalo depuis sa création en 2008, dispose des infrastructures et le TIC en implantant une salle spécialise pour l’apprentissage de la langue allemande et un cybercafé pour la connexion internet permanent. Autre la formation chaque année des professeurs d’allemand en Allemagne et en Afrique, deux élèves de classe de première ont la chance le passer ses vacances de septembre en Allemagne et quinze autres ont pu faire des colonies de vacances accompagnées de cours d’allemand dans la côte de Madagascar. 

### Avec le département de La Réunion, projet AELF
Depuis 2013, le conseil général de La Réunion par le biais du projet MAPEF, projet de la Coopération française au ministère de l'Éducation nationale met à la disposition des lycées malgaches des animateurs en langue française.
C'est en premier lieu, au lycée Nanisana que ce dispositif a été expérimenté, au regard de son succès, il a été exporté dans les plus grands lycées de Madagascar dont le lycée Gallieni d'Andohalo. 
Les animateurs en langue française viennent en appui aux professeurs de français en poste dans les lycées afin de renforcer la francophonie en favorisant la communication (expression théâtrale, ateliers d’écriture, jeux, chansons, etc. ) et préparer les élèves aux différents concours qui ont lieu sur Madagascar comme « la compétition nationale de français » ou Dis-moi dix mots, concours de création littéraire.
C'est dans un esprit de mobilité que La Réunion met en place ce dispositif et afin que les jeunes découvrent Madagascar qui est la plus grande île de l'océan Indien, la France est le premier partenaire en matière de coopération à Madagascar qui est un pays francophone et francophile.

### Avec les États-Unis, programme LIME
En 2010 après plusieurs échanges avec le professeur agrégé du département d’économie et président du programme des Affaires internationales du Lafayette College en Pennsylvanie David Stifel et l'ancien proviseur M. Randriamarina Yvon que le programme LIME (Lafayette Initiative for Malagasy Education) est né.
C'est depuis 2011 qu'il a été concrétisé, c'est un programme de parrainage entre les étudiants de l'université et les élèves du lycée Gallieni d’Andohalo.
Ce parrainage dure un an et demi puis les étudiants américains viennent pendant trois semaines encadrer leurs pairs. Le but est de les préparer à intégrer les universités américaines, de les préparer au TOEFL et de les aider à trouver des aides financières pour leurs études supérieures. 
Ce projet est une vraie opportunité pour les lycéens malgaches car ils perfectionnent leur anglais mais aussi pour les étudiants américains qui viennent découvrir un nouveau pays et enrichir leur culture.